# Comissão de Veneza
Comissão de Veneza (nome completo: Comissão Européia para a Democracia através do Direito), é um órgão consultivo sobre questões constitucionais do Conselho da Europa. Criada em 1990 como um acordo entre 18 membros do Conselho da Europa, a partir de 2002, ela passou a permitir que Estados não europeus se tornassem membros.
A Comissão de Veneza se compõe de especialistas independentes, nomeados por quatro anos pelos Estados-Membros, e se reúne quatro vezes por ano, em Veneza (Itália), em sessão plenária, para aprovar seus pareceres e estudos e para promover a troca de informações sobre desenvolvimento constitucional.
A adesão do Brasil foi impulsionada pelo Supremo Tribunal Federal, órgão com o qual a Comissão entrou em contato no quadro de cooperação com a Conferência Ibero-americana de Justiça Constitucional, da qual o Supremo Tribunal é membro fundador. Com essa adesão, o Brasil tornou-se o 56º país membro da Comissão de Veneza.
Dentre várias atividades, a Justiça Constitucional é uma das principais áreas de atuação da Comissão de Veneza. Em seu âmbito foi criado um Conselho de Justiça Constitucional, que visa a reunir e divulgar a jurisprudência constitucional dos Países Membros e Associados. A difusão da jurisprudência constitucional é feita por meio da publicação de um Boletim de Jurisprudência Constitucional, que oferece aos leitores resumos das decisões mais importantes das Cortes participantes e da Codices, que é uma base de dados com milhares de decisões resumidas, textos completos das Constituições, descrições de inúmeras Cortes de todo o mundo e as leis que as regem. Além disso, há a cooperação por meio do envio de questões às diversas Cortes que compõem a Comissão de Veneza, com o objetivo de realizar consultas sobre assuntos específicos. O STF recebe com frequência questões de diversos países.